# Kia EV9
Kia EV9 je SUV crossover jihokorejské automobilky Kia, který byl představen v roce 2023. Na český trh byl model uveden v září 2023. Typická je pro svůj nápadně hranatý a v době jejího uvedení na trh také futuristický design.
Veřejnosti byl model představen v březnu 2023. První koncept vozu byl nicméně představen již v roce 2021 v americkém Los Angeles. Je dostupný v šestimístném a sedmimístném provedení. Vůz je poháněn lithium-iontovou baterií (o kapacitě 76 nebo 100 kWh), která podporuje nabíjení o rychlosti až 201 kW. Dojezd je výrobcem udáván na maximálně 541 kilometrů. Je prodáván v Evropě, Spojených státech amerických, Austrálii, Indii nebo například Indonésii; je tedy dodáván globálně.

## Galerie

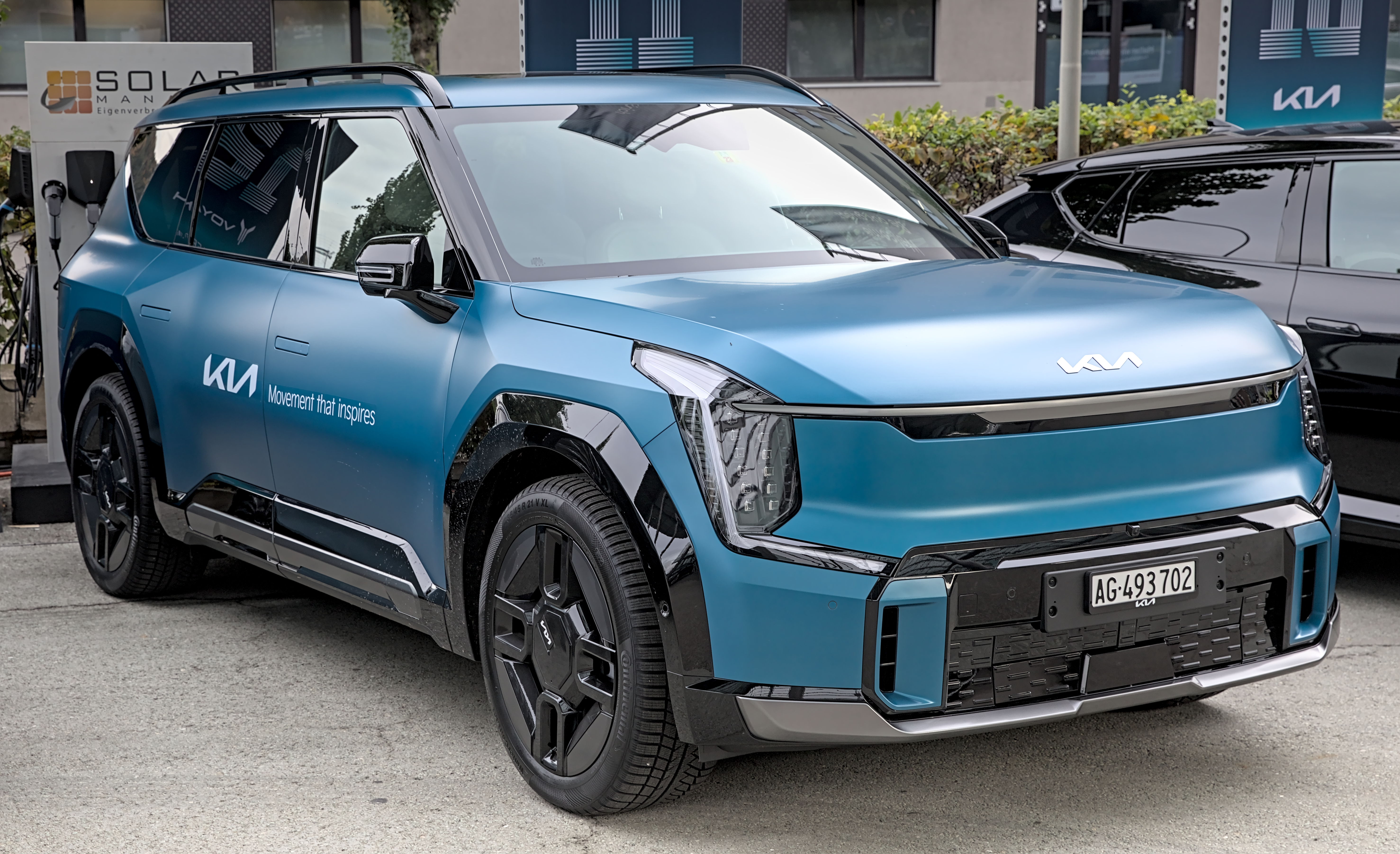
Kia EV9 v modré barvě v Zürichu v roce 2023
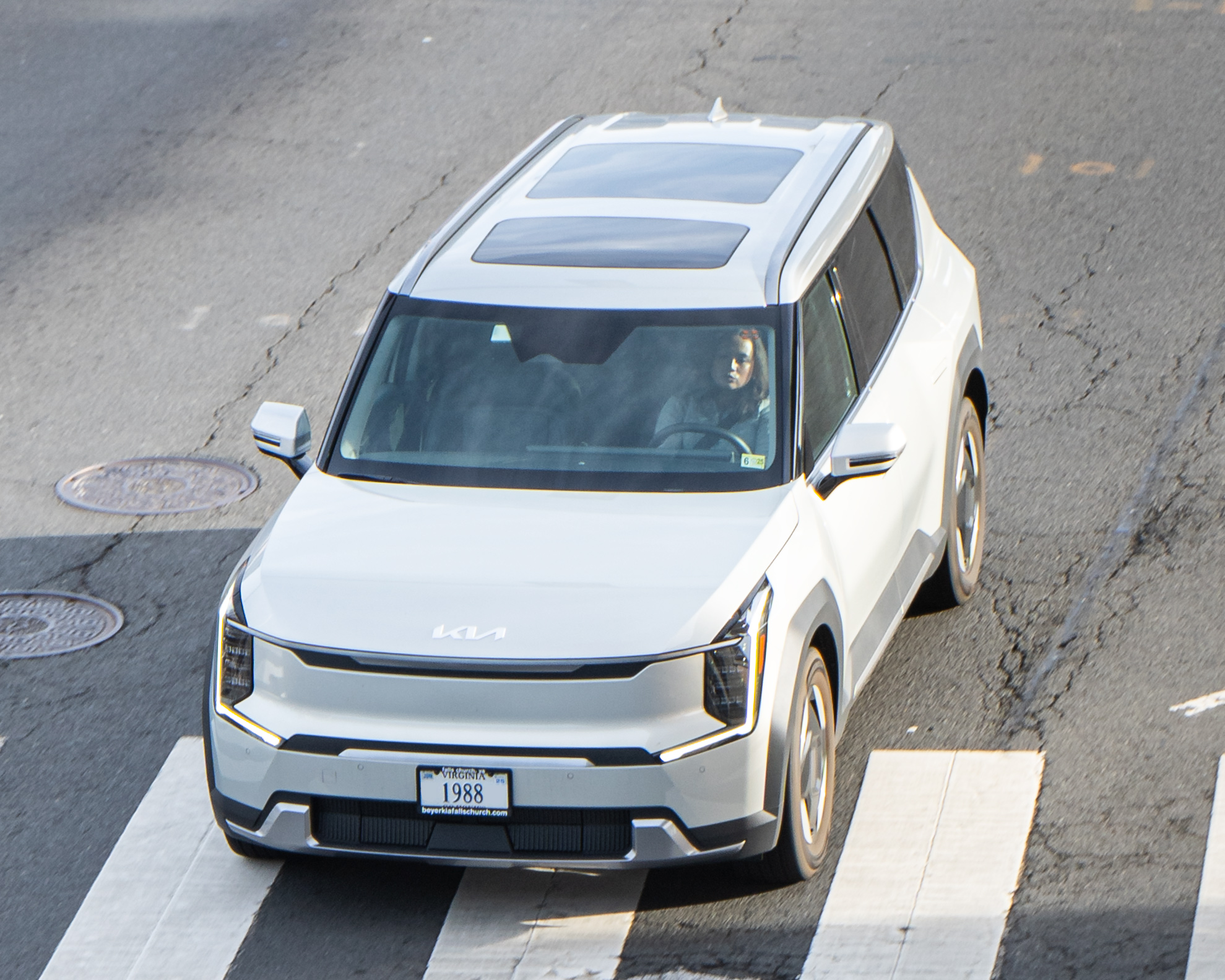
Jedoucí Kia EV9 ve Washingtonu D. C.
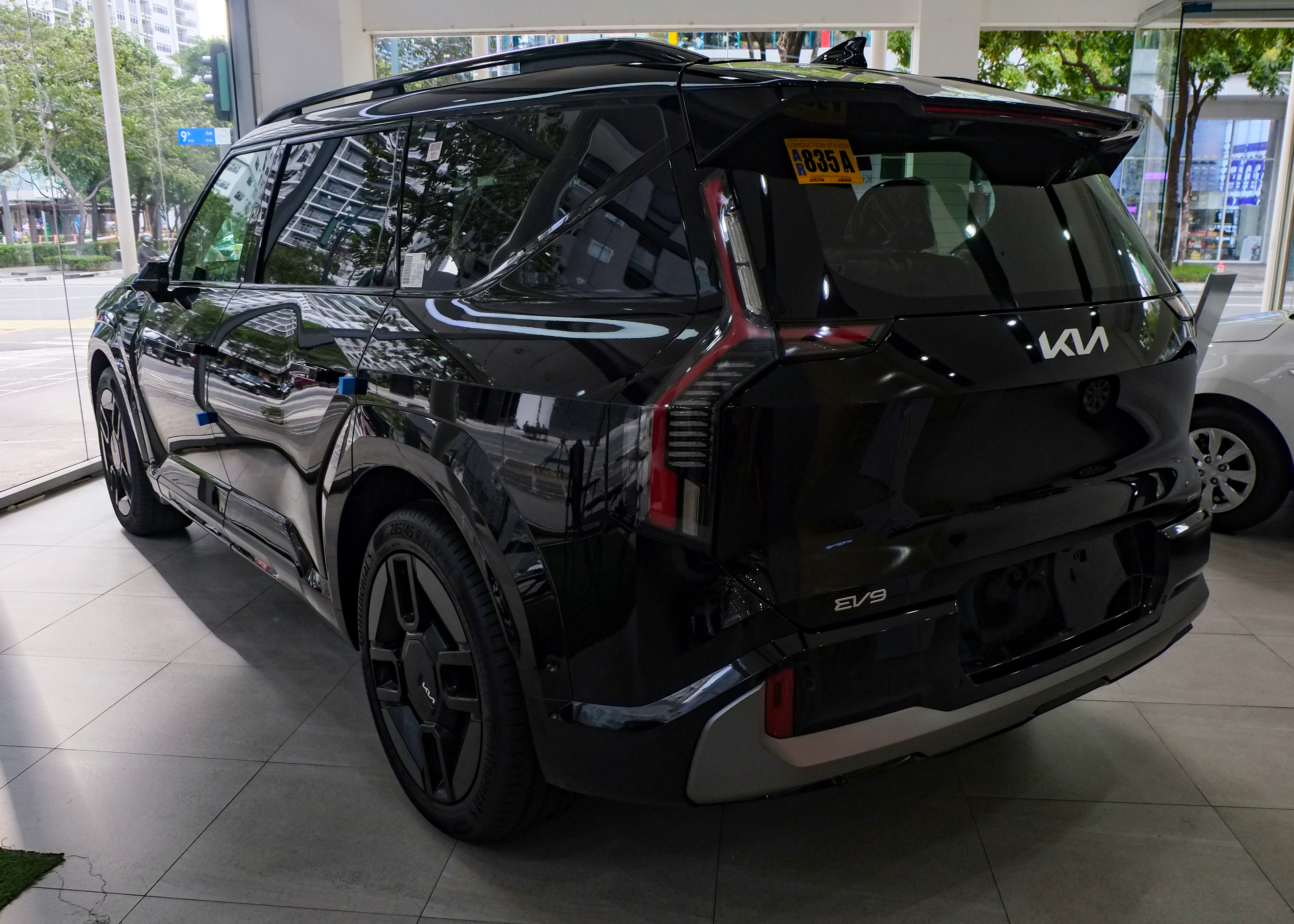
Kia EV9 GT v černém provedení, pohled zezadu
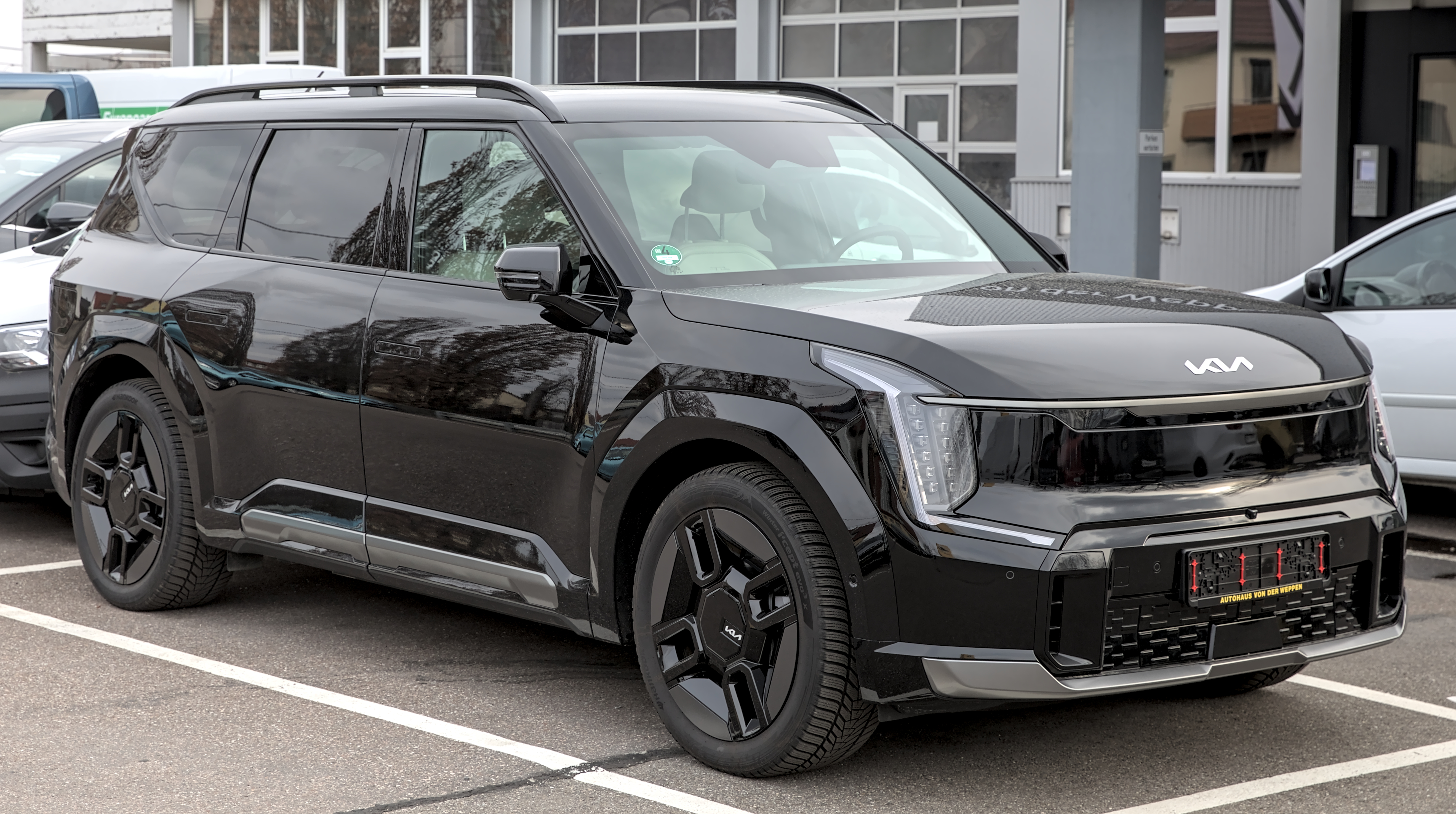
Kia EV9 GT
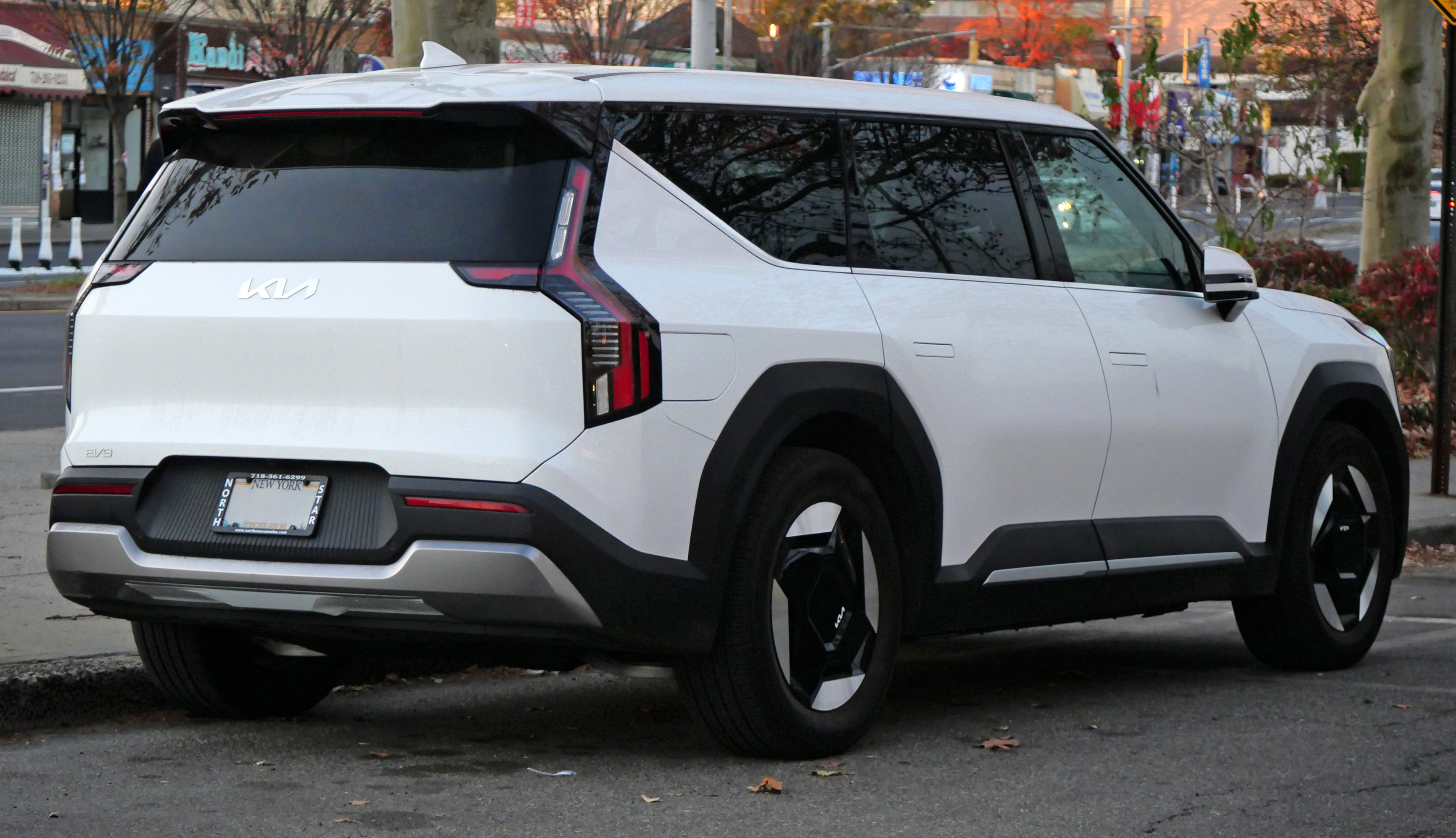
Bílá Kia EV9 v New Yorku
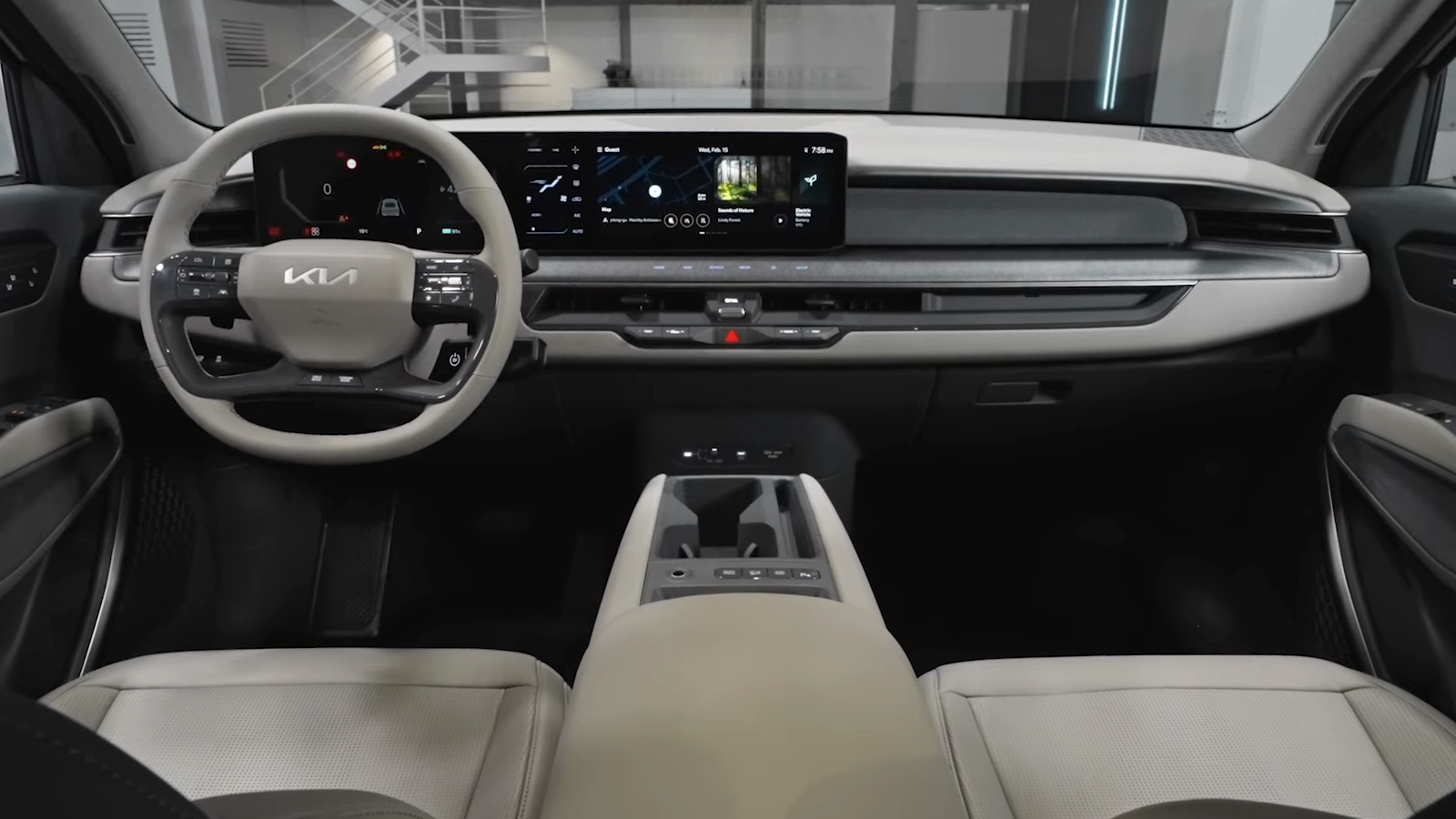
Interiér přední části vozu ve světlém provedení
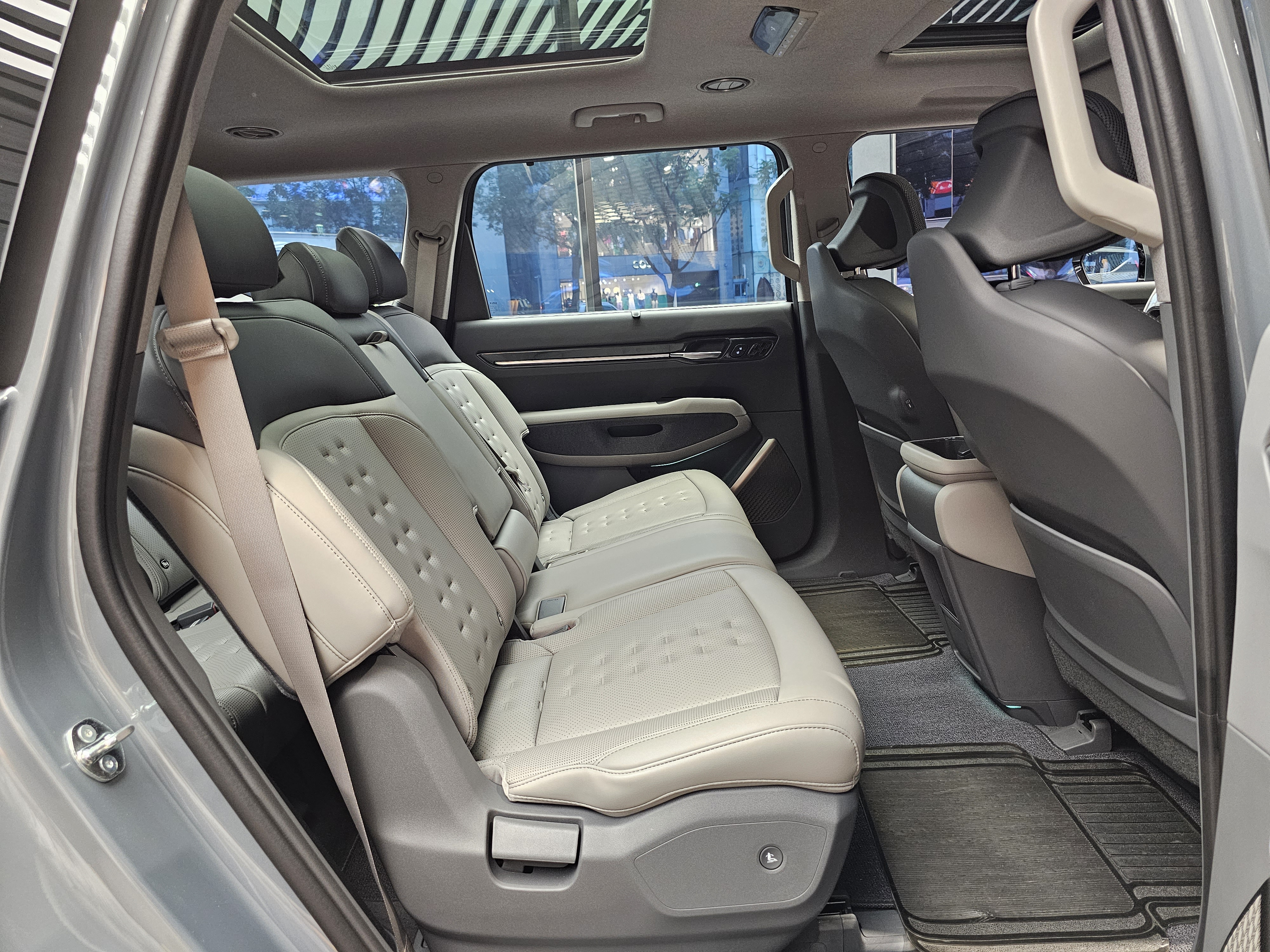
Interiér zadní části vozu ve světlém provedení